# Präsidentschaftswahl in Slowenien 1990

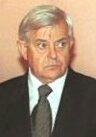
Wahlsieger Milan Kučan (parteilos)

Die Präsidentschaftswahl in Slowenien 1990 fand am 8. und 22. April 1990 statt. Gewinner der Wahl im zweiten Wahlgang war Milan Kučan (parteilos). Es handelte sich um die erste freie Direktwahl eines Präsidenten der Republik Slowenien innerhalb der Sozialistischen Föderativen Republik Jugoslawiens.

## Kandidaten
Zur Wahl traten insgesamt vier Kandidaten an: Marko Demšar (LDS), Jože Pučnik (DEMOS–SDZS), Milan Kučan (SDP) und Ivan Kramberger.

## Wahlergebnis
Im ersten Wahlgang holte Milan Kučan mit rund 44 Prozent die meisten Stimmen, verfehlte damit aber die absolute Mehrheit, wodurch ein zweiter Wahlgang notwendig wurde. Auf dem zweiten Platz mit rund 27 Prozent landete Jože Pučnik und kam damit in die Stichwahl mit Milan Kučan.
In der zweiten Abstimmungsrunde am 22. April 1990 gewann Milan Kučan mit einem deutlichen Vorsprung von rund 58 Prozent vor Jože Pučnik die Wahl.
| Kandidaten                         | Kandidaten        | Parteien                                                       | 1. Wahlgang | 1. Wahlgang | 2. Wahlgang | 2. Wahlgang |
| Kandidaten                         | Kandidaten        | Parteien                                                       | Stimmen     | %           | Stimmen     | %           |
| ---------------------------------- | ----------------- | -------------------------------------------------------------- | ----------- | ----------- | ----------- | ----------- |
|                                    | Milan Kučan       | Stranka demokratične prenove – Socialistična stranka Slovenije | 538.278     | 44,4        | 657.196     | 58,6        |
|                                    | Jože Pučnik       | Demokratična opozicija Slovenije                               | 322.706     | 26,6        | 464.435     | 41,4        |
|                                    | Ivan Kramberger   | Parteilos                                                      | 224.162     | 18,5        |             |             |
|                                    | Marko Demšar      | Liberalno demokratska stranka                                  | 86.836      | 7,2         |             |             |
| Gesamt                             | Gesamt            | Gesamt                                                         | 1.211.570   | 100         | 1.121.631   | 100         |
|                                    |                   |                                                                |             |             |             |             |
| Ungültige Stimmen                  | Ungültige Stimmen | Ungültige Stimmen                                              | 25.975      | 2,1         | 23.354      | 2,0         |
| Wähler                             | Wähler            | Wähler                                                         | 1.237.545   | 83,0        | 1.144.985   | 76,9        |
| Wahlberechtigte                    | Wahlberechtigte   | Wahlberechtigte                                                | 1.490.136   |             | 1.489.822   |             |
|                                    |                   |                                                                |             |             |             |             |
| Quelle: Studia Historica Slovenica |                   |                                                                |             |             |             |             |